# August Heinrich Rumann
August Heinrich Staats Rumann (* 1788 in Hannover; † 14. Dezember 1873 ebenda) war ein deutscher Verwaltungsbeamter und Politiker im Königreich Hannover.

## Leben
August Heinrich Rumann wurde als Sohn des Direktors der Justizkanzlei in Hannover Ernst August Rumann geboren. Er studierte ab 1806 Rechtswissenschaft an der Georg-August-Universität Göttingen und wurde Mitglied des Corps Hannovera Göttingen. Er war Teilnehmer der Befreiungskriege. Er trat danach in den Hannoverschen Staatsdienst des Königreichs Hannover. Rumann war 1818 Kammersekretär in Hannover und 1824 Regierungsrat in der Landdrostei Lüneburg. Er wechselte zur Domänenkammer Hannover und wurde dort Kammerrat (1839) und 1856 Kammerdirektor (1856) bis zum Ruhestand 1862. Er war über seine Pensionierung hinaus bis 1866 Mitglied des Hannoverschen Staatsrates.
Der hannoversche Stadtdirektor Wilhelm Rumann war ein Bruder.